# Xenomyia stuckenbergi
Xenomyia stuckenbergi är en tvåvingeart som beskrevs av Zielke 1970. Xenomyia stuckenbergi ingår i släktet Xenomyia och familjen husflugor. Inga underarter finns listade i Catalogue of Life.